# Lista över fornlämningar i Lysekils kommun
Lista över fornlämningar i Lysekils kommun är en förteckning av ett urval av de fornlämningar som finns i Lysekils kommun.

## Brastad
| Namn                                                    | Lämningstyp                                           | Tillkomsttid | Historisk indelning | Plats       | Läge                 | ID-nr          | Bild                                      |
| ------------------------------------------------------- | ----------------------------------------------------- | ------------ | ------------------- | ----------- | -------------------- | -------------- | ----------------------------------------- |
| Skomakaren, Backa hällristningsområde (Brastad 1:1)     | Hällristning                                          |              | Brastad, Bohuslän   | Backa       | 58.402650, 11.489967 | 10153900010001 | Ladda upp en till bild av detta fornminne |
| Brastad 1:2                                             | Hällristning                                          |              | Brastad, Bohuslän   |             | 58.402697, 11.490194 | 10153900010002 | Ladda upp en bild av detta fornminne      |
| Brastad 2:1                                             | Hällristning                                          |              | Brastad, Bohuslän   |             | 58.402014, 11.489084 | 10153900020001 | Ladda upp en bild av detta fornminne      |
| Brastad 4:1                                             | Hällristning                                          |              | Brastad, Bohuslän   |             | 58.401169, 11.487628 | 10153900040001 | Ladda upp en bild av detta fornminne      |
| HKH Kronprinsessan Victorias hällristning (Brastad 5:1) | Hällristning                                          |              | Brastad, Bohuslän   |             | 58.402993, 11.490309 | 10153900050001 | Ladda upp en bild av detta fornminne      |
| Brastad 6:1                                             | Hällristning                                          |              | Brastad, Bohuslän   |             | 58.403717, 11.492141 | 10153900060001 | Ladda upp en bild av detta fornminne      |
| Brastad 9:1                                             | Hällristning                                          |              | Brastad, Bohuslän   |             | 58.402228, 11.489583 | 10153900090001 | Ladda upp en bild av detta fornminne      |
| Brastad 11:1                                            | Hög                                                   |              | Brastad, Bohuslän   |             | 58.404160, 11.491539 | 10153900110001 | Ladda upp en bild av detta fornminne      |
| Brastad 11:2                                            | Hög                                                   |              | Brastad, Bohuslän   |             | 58.404227, 11.491170 | 10153900110002 | Ladda upp en bild av detta fornminne      |
| Brastad 13:1                                            | Stensättning                                          |              | Brastad, Bohuslän   |             | 58.400268, 11.493486 | 10153900130001 | Ladda upp en bild av detta fornminne      |
| Brastad 14:1                                            | Hällristning                                          |              | Brastad, Bohuslän   |             | 58.398347, 11.487706 | 10153900140001 | Ladda upp en bild av detta fornminne      |
| Brastad 15:1                                            | Hällristning                                          |              | Brastad, Bohuslän   |             | 58.398202, 11.487908 | 10153900150001 | Ladda upp en bild av detta fornminne      |
| Brastad 16:1                                            | Hällristning                                          |              | Brastad, Bohuslän   |             | 58.398070, 11.487972 | 10153900160001 | Ladda upp en bild av detta fornminne      |
| Brastad 18:1                                            | Hällristning                                          |              | Brastad, Bohuslän   |             | 58.397033, 11.487635 | 10153900180001 | Ladda upp en till bild av detta fornminne |
| Brastad 18:2                                            | Hällristning                                          |              | Brastad, Bohuslän   |             | 58.396914, 11.487534 | 10153900180002 | Ladda upp en bild av detta fornminne      |
| Brastad 18:3                                            | Hällristning                                          |              | Brastad, Bohuslän   |             | 58.397065, 11.487567 | 10153900180003 | Ladda upp en bild av detta fornminne      |
| Brastad 18:4                                            | Hällristning                                          |              | Brastad, Bohuslän   |             | 58.397033, 11.487616 | 10153900180004 | Ladda upp en bild av detta fornminne      |
| Brastad 18:5                                            | Hällristning                                          |              | Brastad, Bohuslän   |             | 58.397141, 11.487668 | 10153900180005 | Ladda upp en bild av detta fornminne      |
| Brastad 19:1                                            | Hällristning                                          |              | Brastad, Bohuslän   |             | 58.398339, 11.486991 | 10153900190001 | Ladda upp en bild av detta fornminne      |
| Brastad 21:1                                            | Hällristning                                          |              | Brastad, Bohuslän   |             | 58.397848, 11.488239 | 10153900210001 | Ladda upp en bild av detta fornminne      |
| Brastad 22:1                                            | Hällristning                                          |              | Brastad, Bohuslän   |             | 58.397371, 11.487316 | 10153900220001 | Ladda upp en bild av detta fornminne      |
| Brastad 22:2                                            | Hällristning                                          |              | Brastad, Bohuslän   |             | 58.397420, 11.487330 | 10153900220002 | Ladda upp en bild av detta fornminne      |
| Brastad 23:1                                            | Gravfält                                              |              | Brastad, Bohuslän   |             | 58.397511, 11.486297 | 10153900230001 | Ladda upp en bild av detta fornminne      |
| Brastad 24:1                                            | Stensättning                                          |              | Brastad, Bohuslän   |             | 58.398454, 11.483905 | 10153900240001 | Ladda upp en bild av detta fornminne      |
| Brastad 26:1                                            | Hällristning                                          |              | Brastad, Bohuslän   |             | 58.396328, 11.487351 | 10153900260001 | Ladda upp en till bild av detta fornminne |
| Brastad 26:2                                            | Hällristning                                          |              | Brastad, Bohuslän   |             | 58.396425, 11.487291 | 10153900260002 | Ladda upp en bild av detta fornminne      |
| Brastad 26:3                                            | Hällristning                                          |              | Brastad, Bohuslän   |             | 58.396360, 11.487050 | 10153900260003 | Ladda upp en bild av detta fornminne      |
| Brastad 26:4                                            | Hällristning                                          |              | Brastad, Bohuslän   |             | 58.396468, 11.487454 | 10153900260004 | Ladda upp en bild av detta fornminne      |
| Brastad 26:6                                            | Hällristning                                          |              | Brastad, Bohuslän   |             | 58.396516, 11.487418 | 10153900260006 | Ladda upp en bild av detta fornminne      |
| Brastad 29:1                                            | Hällristning                                          |              | Brastad, Bohuslän   |             | 58.393660, 11.492561 | 10153900290001 | Ladda upp en bild av detta fornminne      |
| Brastad 30:1                                            | Stensättning                                          |              | Brastad, Bohuslän   |             | 58.396987, 11.486936 | 10153900300001 | Ladda upp en bild av detta fornminne      |
| Brastad 31:1                                            | Stensättning                                          |              | Brastad, Bohuslän   |             | 58.395042, 11.485220 | 10153900310001 | Ladda upp en bild av detta fornminne      |
| Brastad 32:1                                            | Hög                                                   |              | Brastad, Bohuslän   |             | 58.401971, 11.495682 | 10153900320001 | Ladda upp en bild av detta fornminne      |
| Brastad 33:1                                            | Gravfält                                              |              | Brastad, Bohuslän   |             | 58.403419, 11.494921 | 10153900330001 | Ladda upp en bild av detta fornminne      |
| Brastad 34:1                                            | Stensättning                                          |              | Brastad, Bohuslän   |             | 58.403000, 11.497201 | 10153900340001 | Ladda upp en bild av detta fornminne      |
| Brastad 36:1                                            | Hällristning                                          |              | Brastad, Bohuslän   |             | 58.398051, 11.499483 | 10153900360001 | Ladda upp en bild av detta fornminne      |
| Brastad 37:1                                            | Hällristning                                          |              | Brastad, Bohuslän   |             | 58.397267, 11.503792 | 10153900370001 | Ladda upp en bild av detta fornminne      |
| Brastad 38:1                                            | Hög                                                   |              | Brastad, Bohuslän   |             | 58.396766, 11.502574 | 10153900380001 | Ladda upp en bild av detta fornminne      |
| Brastad 38:2                                            | Hög                                                   |              | Brastad, Bohuslän   |             | 58.396504, 11.502302 | 10153900380002 | Ladda upp en bild av detta fornminne      |
| Brastad 38:3                                            | Hällristning                                          |              | Brastad, Bohuslän   |             | 58.396446, 11.502323 | 10153900380003 | Ladda upp en bild av detta fornminne      |
| Brastad 39:1                                            | Hällristning                                          |              | Brastad, Bohuslän   |             | 58.395376, 11.496326 | 10153900390001 | Ladda upp en bild av detta fornminne      |
| Brastad 40:1                                            | Stensättning                                          |              | Brastad, Bohuslän   |             | 58.394829, 11.499194 | 10153900400001 | Ladda upp en bild av detta fornminne      |
| Brastad 40:2                                            | Stensättning                                          |              | Brastad, Bohuslän   |             | 58.394947, 11.498989 | 10153900400002 | Ladda upp en bild av detta fornminne      |
| Brastad 42:1                                            | Röse                                                  |              | Brastad, Bohuslän   |             | 58.407341, 11.489126 | 10153900420001 | Ladda upp en bild av detta fornminne      |
| Brastad 42:2                                            | Röse                                                  |              | Brastad, Bohuslän   |             | 58.407183, 11.489233 | 10153900420002 | Ladda upp en bild av detta fornminne      |
| Brastad 44:1                                            | Stensättning                                          |              | Brastad, Bohuslän   |             | 58.407301, 11.488086 | 10153900440001 | Ladda upp en bild av detta fornminne      |
| Brastad 45:1                                            | Stensättning                                          |              | Brastad, Bohuslän   |             | 58.407633, 11.491827 | 10153900450001 | Ladda upp en bild av detta fornminne      |
| Brastad 45:2                                            | Stensättning                                          |              | Brastad, Bohuslän   |             | 58.407559, 11.492009 | 10153900450002 | Ladda upp en bild av detta fornminne      |
| Brastad 46:1                                            | Hällristning                                          |              | Brastad, Bohuslän   |             | 58.404209, 11.487595 | 10153900460001 | Ladda upp en bild av detta fornminne      |
| Brastad 46:4                                            | Hällristning                                          |              | Brastad, Bohuslän   |             | 58.404203, 11.487707 | 10153900460004 | Ladda upp en bild av detta fornminne      |
| Brastad 47:1                                            | Hällristning                                          |              | Brastad, Bohuslän   |             | 58.404131, 11.487908 | 10153900470001 | Ladda upp en bild av detta fornminne      |
| Brastad 47:2                                            | Hällristning                                          |              | Brastad, Bohuslän   |             | 58.404106, 11.487994 | 10153900470002 | Ladda upp en bild av detta fornminne      |
| Brastad 48:1                                            | Hällristning                                          |              | Brastad, Bohuslän   |             | 58.403500, 11.491834 | 10153900480001 | Ladda upp en bild av detta fornminne      |
| Brastad 48:2                                            | Hällristning                                          |              | Brastad, Bohuslän   |             | 58.403468, 11.491705 | 10153900480002 | Ladda upp en bild av detta fornminne      |
| Brastad 49:1                                            | Gravfält                                              |              | Brastad, Bohuslän   |             | 58.405876, 11.500152 | 10153900490001 | Ladda upp en bild av detta fornminne      |
| Brastad 50:1                                            | Stensättning                                          |              | Brastad, Bohuslän   |             | 58.406588, 11.499307 | 10153900500001 | Ladda upp en bild av detta fornminne      |
| Brastad 50:2                                            | Stensättning                                          |              | Brastad, Bohuslän   |             | 58.406430, 11.499192 | 10153900500002 | Ladda upp en bild av detta fornminne      |
| Brastad 51:1                                            | Stensättning                                          |              | Brastad, Bohuslän   |             | 58.409080, 11.493442 | 10153900510001 | Ladda upp en bild av detta fornminne      |
| Brastad 51:2                                            | Stensättning                                          |              | Brastad, Bohuslän   |             | 58.409012, 11.493794 | 10153900510002 | Ladda upp en bild av detta fornminne      |
| Brastad 52:1                                            | Hällristning                                          |              | Brastad, Bohuslän   |             | 58.410731, 11.501878 | 10153900520001 | Ladda upp en bild av detta fornminne      |
| Brastad 53:1                                            | Stensättning                                          |              | Brastad, Bohuslän   |             | 58.402564, 11.505333 | 10153900530001 | Ladda upp en bild av detta fornminne      |
| Brastad 53:2                                            | Stensättning                                          |              | Brastad, Bohuslän   |             | 58.402553, 11.505043 | 10153900530002 | Ladda upp en bild av detta fornminne      |
| Brastad 54:1                                            | Stensättning                                          |              | Brastad, Bohuslän   |             | 58.401967, 11.503137 | 10153900540001 | Ladda upp en bild av detta fornminne      |
| Brastad 54:2                                            | Stensättning                                          |              | Brastad, Bohuslän   |             | 58.401853, 11.503114 | 10153900540002 | Ladda upp en bild av detta fornminne      |
| Brastad 55:1                                            | Hällristning                                          |              | Brastad, Bohuslän   |             | 58.400746, 11.507494 | 10153900550001 | Ladda upp en bild av detta fornminne      |
| Brastad 58:1                                            | Stensättning                                          |              | Brastad, Bohuslän   |             | 58.402169, 11.508420 | 10153900580001 | Ladda upp en bild av detta fornminne      |
| Brastad 59:1                                            | Röse                                                  |              | Brastad, Bohuslän   |             | 58.405037, 11.514088 | 10153900590001 | Ladda upp en bild av detta fornminne      |
| Lyftestenarna (Brastad 60:1)                            | Naturföremål/-bildning med bruk, tradition eller namn |              | Brastad, Bohuslän   |             | 58.398796, 11.521348 | 10153900600001 | Ladda upp en till bild av detta fornminne |
| Tulleberget (Brastad 61:1)                              | Hällristning                                          |              | Brastad, Bohuslän   |             | 58.399700, 11.494059 | 10153900610001 | Ladda upp en bild av detta fornminne      |
| Brastad 63:1                                            | Hällristning                                          |              | Brastad, Bohuslän   |             | 58.393122, 11.490321 | 10153900630001 | Ladda upp en bild av detta fornminne      |
| Brastad 64:1                                            | Hög                                                   |              | Brastad, Bohuslän   |             | 58.390431, 11.489768 | 10153900640001 | Ladda upp en bild av detta fornminne      |
| Brastad 69:1                                            | Hällristning                                          |              | Brastad, Bohuslän   |             | 58.390197, 11.532398 | 10153900690001 | Ladda upp en bild av detta fornminne      |
| Brastad 69:2                                            | Hällristning                                          |              | Brastad, Bohuslän   |             | 58.390512, 11.532401 | 10153900690002 | Ladda upp en bild av detta fornminne      |
| Brastad 69:3                                            | Hällristning                                          |              | Brastad, Bohuslän   |             | 58.390519, 11.532349 | 10153900690003 | Ladda upp en bild av detta fornminne      |
| Brastad 70:1                                            | Stensättning                                          |              | Brastad, Bohuslän   |             | 58.392081, 11.481658 | 10153900700001 | Ladda upp en bild av detta fornminne      |
| Brastad 75:1                                            | Stensättning                                          |              | Brastad, Bohuslän   |             | 58.384057, 11.476903 | 10153900750001 | Ladda upp en till bild av detta fornminne |
| Brastad 75:2                                            | Stensättning                                          |              | Brastad, Bohuslän   |             | 58.383978, 11.477205 | 10153900750002 | Ladda upp en bild av detta fornminne      |
| Brastad 75:3                                            | Stensättning                                          |              | Brastad, Bohuslän   |             | 58.383744, 11.477204 | 10153900750003 | Ladda upp en bild av detta fornminne      |
| Brastad 75:4                                            | Stensättning                                          |              | Brastad, Bohuslän   |             | 58.384042, 11.476528 | 10153900750004 | Ladda upp en till bild av detta fornminne |
| Brastad 78:1                                            | Stensättning                                          |              | Brastad, Bohuslän   |             | 58.379849, 11.478586 | 10153900780001 | Ladda upp en bild av detta fornminne      |
| Brastad 79:1                                            | Grav markerad av sten/block                           |              | Brastad, Bohuslän   |             | 58.384833, 11.474637 | 10153900790001 | Ladda upp en till bild av detta fornminne |
| Brastad 86:1                                            | Stensättning                                          |              | Brastad, Bohuslän   |             | 58.387115, 11.453525 | 10153900860001 | Ladda upp en bild av detta fornminne      |
| Brastad 91:1                                            | Stenkammargrav                                        |              | Brastad, Bohuslän   |             | 58.391435, 11.458726 | 10153900910001 | Ladda upp en till bild av detta fornminne |
| Brastad 94:1                                            | Stenkrets                                             |              | Brastad, Bohuslän   |             | 58.391694, 11.456583 | 10153900940001 | Ladda upp en bild av detta fornminne      |
| Brastad 94:2                                            | Stenkrets                                             |              | Brastad, Bohuslän   |             | 58.391579, 11.456633 | 10153900940002 | Ladda upp en bild av detta fornminne      |
| Brastad 101:1                                           | Röse                                                  |              | Brastad, Bohuslän   |             | 58.377675, 11.447760 | 10153901010001 | Ladda upp en bild av detta fornminne      |
| Brastad 101:2                                           | Stensättning                                          |              | Brastad, Bohuslän   |             | 58.377588, 11.447601 | 10153901010002 | Ladda upp en bild av detta fornminne      |
| Brastad 101:3                                           | Stensättning                                          |              | Brastad, Bohuslän   |             | 58.377543, 11.447367 | 10153901010003 | Ladda upp en bild av detta fornminne      |
| Brastad 102:1                                           | Stensättning                                          |              | Brastad, Bohuslän   |             | 58.374854, 11.455313 | 10153901020001 | Ladda upp en bild av detta fornminne      |
| Brastad 103:1                                           | Röse                                                  |              | Brastad, Bohuslän   |             | 58.375884, 11.455425 | 10153901030001 | Ladda upp en bild av detta fornminne      |
| Skälmestenarna (Brastad 104:1)                          | Stenkrets                                             |              | Brastad, Bohuslän   |             | 58.374456, 11.455266 | 10153901040001 | Ladda upp en bild av detta fornminne      |
| Brastad 106:1                                           | Hällristning                                          |              | Brastad, Bohuslän   |             | 58.376923, 11.457437 | 10153901060001 | Ladda upp en bild av detta fornminne      |
| Brastad 107:1                                           | Hällristning                                          |              | Brastad, Bohuslän   |             | 58.378344, 11.459344 | 10153901070001 | Ladda upp en bild av detta fornminne      |
| Skeppshällarna (Brastad 108:1)                          | Hällristning                                          |              | Brastad, Bohuslän   |             | 58.376248, 11.467733 | 10153901080001 | Ladda upp en bild av detta fornminne      |
| Brastad 109:1                                           | Hällristning                                          |              | Brastad, Bohuslän   |             | 58.377014, 11.470395 | 10153901090001 | Ladda upp en bild av detta fornminne      |
| Brastad 109:2                                           | Hällristning                                          |              | Brastad, Bohuslän   |             | 58.377025, 11.470154 | 10153901090002 | Ladda upp en bild av detta fornminne      |
| Brastad 110:1                                           | Stenkrets                                             |              | Brastad, Bohuslän   |             | 58.375133, 11.468167 | 10153901100001 | Ladda upp en till bild av detta fornminne |
| Brastad 111:1                                           | Gravfält                                              |              | Brastad, Bohuslän   |             | 58.374389, 11.466803 | 10153901110001 | Ladda upp en bild av detta fornminne      |
| Brastad 112:1                                           | Stensättning                                          |              | Brastad, Bohuslän   |             | 58.373275, 11.470378 | 10153901120001 | Ladda upp en bild av detta fornminne      |
| Brastad 113:1                                           | Röse                                                  |              | Brastad, Bohuslän   |             | 58.380008, 11.460704 | 10153901130001 | Ladda upp en bild av detta fornminne      |
| Brastad 114:1                                           | Röse                                                  |              | Brastad, Bohuslän   |             | 58.382367, 11.462651 | 10153901140001 | Ladda upp en bild av detta fornminne      |
| Brastad 115:1                                           | Röse                                                  |              | Brastad, Bohuslän   |             | 58.372485, 11.453573 | 10153901150001 | Ladda upp en bild av detta fornminne      |
| Brastad 116:1                                           | Röse                                                  |              | Brastad, Bohuslän   |             | 58.371866, 11.455737 | 10153901160001 | Ladda upp en bild av detta fornminne      |
| Brastad 117:1                                           | Röse                                                  |              | Brastad, Bohuslän   |             | 58.370806, 11.455058 | 10153901170001 | Ladda upp en bild av detta fornminne      |
| Brastad 118:1                                           | Röse                                                  |              | Brastad, Bohuslän   |             | 58.369555, 11.453881 | 10153901180001 | Ladda upp en bild av detta fornminne      |
| Brastad 119:1                                           | Stensättning                                          |              | Brastad, Bohuslän   |             | 58.380998, 11.457209 | 10153901190001 | Ladda upp en bild av detta fornminne      |
| Brastad 120:1                                           | Röse                                                  |              | Brastad, Bohuslän   |             | 58.383726, 11.457991 | 10153901200001 | Ladda upp en bild av detta fornminne      |
| Brastad 121:1                                           | Röse                                                  |              | Brastad, Bohuslän   |             | 58.373819, 11.447599 | 10153901210001 | Ladda upp en bild av detta fornminne      |
| Vindbräckastenen (Brastad 122:1)                        | Grav- och boplatsområde                               |              | Brastad, Bohuslän   | Holländaröd | 58.374077, 11.448114 | 10153901220001 | Ladda upp en till bild av detta fornminne |
| Brastad 123:1                                           | Hällristning                                          |              | Brastad, Bohuslän   |             | 58.366091, 11.453798 | 10153901230001 | Ladda upp en bild av detta fornminne      |
| Brastad 124:1                                           | Hällristning                                          |              | Brastad, Bohuslän   |             | 58.370877, 11.481291 | 10153901240001 | Ladda upp en bild av detta fornminne      |
| Brastad 126:1                                           | Hällristning                                          |              | Brastad, Bohuslän   |             | 58.376310, 11.464868 | 10153901260001 | Ladda upp en bild av detta fornminne      |
| Brastad 126:2                                           | Hällristning                                          |              | Brastad, Bohuslän   |             | 58.376308, 11.464687 | 10153901260002 | Ladda upp en bild av detta fornminne      |
| Brastad 126:3                                           | Hällristning                                          |              | Brastad, Bohuslän   |             | 58.376333, 11.464683 | 10153901260003 | Ladda upp en bild av detta fornminne      |
| Brastad 128:1                                           | Hällristning                                          |              | Brastad, Bohuslän   |             | 58.376363, 11.463444 | 10153901280001 | Ladda upp en bild av detta fornminne      |
| Brastad 129:1                                           | Hällristning                                          |              | Brastad, Bohuslän   |             | 58.376568, 11.462722 | 10153901290001 | Ladda upp en bild av detta fornminne      |
| Brastad 133:1                                           | Stenkrets                                             |              | Brastad, Bohuslän   |             | 58.365806, 11.454048 | 10153901330001 | Ladda upp en bild av detta fornminne      |
| Brastad 134:1                                           | Stenkammargrav                                        |              | Brastad, Bohuslän   |             | 58.367243, 11.459507 | 10153901340001 | Ladda upp en bild av detta fornminne      |
| Brastad 134:2                                           | Stenkammargrav                                        |              | Brastad, Bohuslän   |             | 58.367259, 11.459221 | 10153901340002 | Ladda upp en bild av detta fornminne      |
| Brastad 137:1                                           | Hällristning                                          |              | Brastad, Bohuslän   |             | 58.364690, 11.459713 | 10153901370001 | Ladda upp en bild av detta fornminne      |
| Brastad 137:2                                           | Hällristning                                          |              | Brastad, Bohuslän   |             | 58.364714, 11.459697 | 10153901370002 | Ladda upp en bild av detta fornminne      |
| Brastad 137:3                                           | Hällristning                                          |              | Brastad, Bohuslän   |             | 58.364878, 11.459964 | 10153901370003 | Ladda upp en bild av detta fornminne      |
| Brastad 137:4                                           | Hällristning                                          |              | Brastad, Bohuslän   |             | 58.364941, 11.459811 | 10153901370004 | Ladda upp en bild av detta fornminne      |
| Brastad 139:1                                           | Hällristning                                          |              | Brastad, Bohuslän   |             | 58.374422, 11.457957 | 10153901390001 | Ladda upp en bild av detta fornminne      |
| Brastad 140:1                                           | Gravfält                                              |              | Brastad, Bohuslän   |             | 58.365966, 11.478834 | 10153901400001 | Ladda upp en bild av detta fornminne      |
| Brastad 141:1                                           | Hällristning                                          |              | Brastad, Bohuslän   |             | 58.367133, 11.472631 | 10153901410001 | Ladda upp en bild av detta fornminne      |
| Brastad 141:2                                           | Hällristning                                          |              | Brastad, Bohuslän   |             | 58.367165, 11.472799 | 10153901410002 | Ladda upp en bild av detta fornminne      |
| Brastad 148:1                                           | Hällristning                                          |              | Brastad, Bohuslän   |             | 58.345894, 11.479898 | 10153901480001 | Ladda upp en bild av detta fornminne      |
| Brastad 149:1                                           | Röse                                                  |              | Brastad, Bohuslän   |             | 58.362968, 11.454662 | 10153901490001 | Ladda upp en bild av detta fornminne      |
| Brastad 151:1                                           | Stensättning                                          |              | Brastad, Bohuslän   |             | 58.358552, 11.456810 | 10153901510001 | Ladda upp en bild av detta fornminne      |
| Brastad 151:2                                           | Stensättning                                          |              | Brastad, Bohuslän   |             | 58.358463, 11.456600 | 10153901510002 | Ladda upp en bild av detta fornminne      |
| Brastad 152:1                                           | Röse                                                  |              | Brastad, Bohuslän   |             | 58.358376, 11.448432 | 10153901520001 | Ladda upp en bild av detta fornminne      |
| Brastad 153:1                                           | Röse                                                  |              | Brastad, Bohuslän   |             | 58.358526, 11.449747 | 10153901530001 | Ladda upp en bild av detta fornminne      |
| Brastad 154:1                                           | Röse                                                  |              | Brastad, Bohuslän   |             | 58.360481, 11.450777 | 10153901540001 | Ladda upp en bild av detta fornminne      |
| Brastad 154:2                                           | Röse                                                  |              | Brastad, Bohuslän   |             | 58.360427, 11.450528 | 10153901540002 | Ladda upp en bild av detta fornminne      |
| Brastad 162:1                                           | Röse                                                  |              | Brastad, Bohuslän   |             | 58.353373, 11.476242 | 10153901620001 | Ladda upp en bild av detta fornminne      |
| Brastad 164:1                                           | Röse                                                  |              | Brastad, Bohuslän   |             | 58.347821, 11.485677 | 10153901640001 | Ladda upp en bild av detta fornminne      |
| Brastad 168:1                                           | Stensättning                                          |              | Brastad, Bohuslän   |             | 58.358833, 11.522620 | 10153901680001 | Ladda upp en bild av detta fornminne      |
| Brastad 170:1                                           | Hällristning                                          |              | Brastad, Bohuslän   |             | 58.362682, 11.512572 | 10153901700001 | Ladda upp en bild av detta fornminne      |
| Brastad 173:1                                           | Hällristning                                          |              | Brastad, Bohuslän   |             | 58.362231, 11.506237 | 10153901730001 | Ladda upp en bild av detta fornminne      |
| Brastad 173:2                                           | Hällristning                                          |              | Brastad, Bohuslän   |             | 58.362245, 11.506098 | 10153901730002 | Ladda upp en bild av detta fornminne      |
| Brastad 175:1                                           | Gravfält                                              |              | Brastad, Bohuslän   |             | 58.378635, 11.519977 | 10153901750001 | Ladda upp en bild av detta fornminne      |
| Brastad 177:1                                           | Stensättning                                          |              | Brastad, Bohuslän   |             | 58.357211, 11.493238 | 10153901770001 | Ladda upp en bild av detta fornminne      |
| Brastad 185:1                                           | Hällristning                                          |              | Brastad, Bohuslän   |             | 58.389966, 11.542795 | 10153901850001 | Ladda upp en bild av detta fornminne      |
| Brastad 186:1                                           | Gravfält                                              |              | Brastad, Bohuslän   |             | 58.389078, 11.542581 | 10153901860001 | Ladda upp en bild av detta fornminne      |
| Brastad 187:1                                           | Hällristning                                          |              | Brastad, Bohuslän   |             | 58.387475, 11.541090 | 10153901870001 | Ladda upp en bild av detta fornminne      |
| Brastad 187:2                                           | Hällristning                                          |              | Brastad, Bohuslän   |             | 58.387499, 11.540993 | 10153901870002 | Ladda upp en bild av detta fornminne      |
| Brastad 187:3                                           | Hällristning                                          |              | Brastad, Bohuslän   |             | 58.387489, 11.540932 | 10153901870003 | Ladda upp en bild av detta fornminne      |
| Brastad 188:1                                           | Stensättning                                          |              | Brastad, Bohuslän   |             | 58.385599, 11.540482 | 10153901880001 | Ladda upp en bild av detta fornminne      |
| Brastad 188:2                                           | Stensättning                                          |              | Brastad, Bohuslän   |             | 58.385464, 11.540473 | 10153901880002 | Ladda upp en bild av detta fornminne      |
| Brastad 189:1                                           | Stensättning                                          |              | Brastad, Bohuslän   |             | 58.381858, 11.540969 | 10153901890001 | Ladda upp en bild av detta fornminne      |
| Brastad 191:1                                           | Hällristning                                          |              | Brastad, Bohuslän   |             | 58.377317, 11.535426 | 10153901910001 | Ladda upp en bild av detta fornminne      |
| Brastad 191:3                                           | Ristning, medeltid/historisk tid                      |              | Brastad, Bohuslän   |             | 58.377402, 11.535586 | 10153901910003 | Ladda upp en bild av detta fornminne      |
| Brastad 192:1                                           | Hällristning                                          |              | Brastad, Bohuslän   |             | 58.379656, 11.537832 | 10153901920001 | Ladda upp en bild av detta fornminne      |
| Brastad 193:1                                           | Hällristning                                          |              | Brastad, Bohuslän   |             | 58.380103, 11.538404 | 10153901930001 | Ladda upp en bild av detta fornminne      |
| Brastad 194:1                                           | Hällristning                                          |              | Brastad, Bohuslän   |             | 58.385088, 11.533277 | 10153901940001 | Ladda upp en bild av detta fornminne      |
| Brastad 194:2                                           | Hällristning                                          |              | Brastad, Bohuslän   |             | 58.385055, 11.533388 | 10153901940002 | Ladda upp en bild av detta fornminne      |
| Brastad 195:1                                           | Hällristning                                          |              | Brastad, Bohuslän   |             | 58.385963, 11.534047 | 10153901950001 | Ladda upp en bild av detta fornminne      |
| Brastad 196:1                                           | Röse                                                  |              | Brastad, Bohuslän   |             | 58.388621, 11.556462 | 10153901960001 | Ladda upp en bild av detta fornminne      |
| Brastad 203:1                                           | Stensättning                                          |              | Brastad, Bohuslän   |             | 58.375274, 11.479584 | 10153902030001 | Ladda upp en bild av detta fornminne      |
| Brastad 206:1                                           | Stensättning                                          |              | Brastad, Bohuslän   |             | 58.369697, 11.515632 | 10153902060001 | Ladda upp en bild av detta fornminne      |
| Brastad 207:1                                           | Röse                                                  |              | Brastad, Bohuslän   |             | 58.366769, 11.516219 | 10153902070001 | Ladda upp en bild av detta fornminne      |
| Brastad 208:1                                           | Stensättning                                          |              | Brastad, Bohuslän   |             | 58.367371, 11.516455 | 10153902080001 | Ladda upp en bild av detta fornminne      |
| Brastad 211:1                                           | Stensättning                                          |              | Brastad, Bohuslän   |             | 58.374736, 11.517195 | 10153902110001 | Ladda upp en bild av detta fornminne      |
| Brastad 213:1                                           | Stensättning                                          |              | Brastad, Bohuslän   |             | 58.374171, 11.467719 | 10153902130001 | Ladda upp en bild av detta fornminne      |
| Brastad 215:1                                           | Stensättning                                          |              | Brastad, Bohuslän   |             | 58.381448, 11.550414 | 10153902150001 | Ladda upp en bild av detta fornminne      |
| Brastad 216:1                                           | Hällristning                                          |              | Brastad, Bohuslän   |             | 58.380454, 11.548398 | 10153902160001 | Ladda upp en bild av detta fornminne      |
| Brastad 217:1                                           | Stensättning                                          |              | Brastad, Bohuslän   |             | 58.378325, 11.543244 | 10153902170001 | Ladda upp en bild av detta fornminne      |
| Brastad 218:1                                           | Stensättning                                          |              | Brastad, Bohuslän   |             | 58.377222, 11.548496 | 10153902180001 | Ladda upp en bild av detta fornminne      |
| Brastad 219:1                                           | Gravfält                                              |              | Brastad, Bohuslän   |             | 58.379376, 11.559503 | 10153902190001 | Ladda upp en bild av detta fornminne      |
| Brastad 220:1                                           | Stensättning                                          |              | Brastad, Bohuslän   |             | 58.371584, 11.555364 | 10153902200001 | Ladda upp en bild av detta fornminne      |
| Brastad 224:1                                           | Röse                                                  |              | Brastad, Bohuslän   |             | 58.371241, 11.437933 | 10153902240001 | Ladda upp en bild av detta fornminne      |
| Brastad 224:2                                           | Stensättning                                          |              | Brastad, Bohuslän   |             | 58.371613, 11.437419 | 10153902240002 | Ladda upp en bild av detta fornminne      |
| Brastad 225:1                                           | Röse                                                  |              | Brastad, Bohuslän   |             | 58.364986, 11.433368 | 10153902250001 | Ladda upp en bild av detta fornminne      |
| Brastad 226:1                                           | Röse                                                  |              | Brastad, Bohuslän   |             | 58.364709, 11.434060 | 10153902260001 | Ladda upp en bild av detta fornminne      |
| Brastad 227:1                                           | Röse                                                  |              | Brastad, Bohuslän   |             | 58.364737, 11.430253 | 10153902270001 | Ladda upp en bild av detta fornminne      |
| Brastad 227:2                                           | Röse                                                  |              | Brastad, Bohuslän   |             | 58.365016, 11.429510 | 10153902270002 | Ladda upp en bild av detta fornminne      |
| Brastad 228:1                                           | Röse                                                  |              | Brastad, Bohuslän   |             | 58.363551, 11.438087 | 10153902280001 | Ladda upp en bild av detta fornminne      |
| Brastad 229:1                                           | Röse                                                  |              | Brastad, Bohuslän   |             | 58.363080, 11.441274 | 10153902290001 | Ladda upp en bild av detta fornminne      |
| Brastad 229:2                                           | Röse                                                  |              | Brastad, Bohuslän   |             | 58.362895, 11.441165 | 10153902290002 | Ladda upp en bild av detta fornminne      |
| Brastad 229:3                                           | Stensättning                                          |              | Brastad, Bohuslän   |             | 58.362701, 11.440372 | 10153902290003 | Ladda upp en bild av detta fornminne      |
| Brastad 230:1                                           | Röse                                                  |              | Brastad, Bohuslän   |             | 58.362443, 11.442208 | 10153902300001 | Ladda upp en bild av detta fornminne      |
| Brastad 231:1                                           | Röse                                                  |              | Brastad, Bohuslän   |             | 58.362677, 11.443526 | 10153902310001 | Ladda upp en bild av detta fornminne      |
| Brastad 232:1                                           | Gravfält                                              |              | Brastad, Bohuslän   |             | 58.388699, 11.560804 | 10153902320001 | Ladda upp en bild av detta fornminne      |
| Brastad 233:1                                           | Stensättning                                          |              | Brastad, Bohuslän   |             | 58.387552, 11.559192 | 10153902330001 | Ladda upp en bild av detta fornminne      |
| Brastad 233:2                                           | Stensättning                                          |              | Brastad, Bohuslän   |             | 58.387666, 11.559108 | 10153902330002 | Ladda upp en bild av detta fornminne      |
| Brastad 235:1                                           | Stensättning                                          |              | Brastad, Bohuslän   |             | 58.404288, 11.550453 | 10153902350001 | Ladda upp en bild av detta fornminne      |
| Brastad 237:1                                           | Stensättning                                          |              | Brastad, Bohuslän   |             | 58.408957, 11.554699 | 10153902370001 | Ladda upp en bild av detta fornminne      |
| Brastad 237:2                                           | Stensättning                                          |              | Brastad, Bohuslän   |             | 58.408894, 11.554158 | 10153902370002 | Ladda upp en bild av detta fornminne      |
| Brastad 238:1                                           | Stensättning                                          |              | Brastad, Bohuslän   |             | 58.409412, 11.556786 | 10153902380001 | Ladda upp en bild av detta fornminne      |
| Brastad 239:1                                           | Stensättning                                          |              | Brastad, Bohuslän   |             | 58.406628, 11.567270 | 10153902390001 | Ladda upp en bild av detta fornminne      |
| Brastad 239:2                                           | Stensättning                                          |              | Brastad, Bohuslän   |             | 58.406550, 11.567108 | 10153902390002 | Ladda upp en bild av detta fornminne      |
| Brastad 239:3                                           | Stensättning                                          |              | Brastad, Bohuslän   |             | 58.406440, 11.567018 | 10153902390003 | Ladda upp en bild av detta fornminne      |
| Brastad 241:1                                           | Röse                                                  |              | Brastad, Bohuslän   |             | 58.407298, 11.569897 | 10153902410001 | Ladda upp en bild av detta fornminne      |
| Brastad 241:2                                           | Röse                                                  |              | Brastad, Bohuslän   |             | 58.407183, 11.569962 | 10153902410002 | Ladda upp en bild av detta fornminne      |
| Brastad 242:1                                           | Stensättning                                          |              | Brastad, Bohuslän   |             | 58.406744, 11.576305 | 10153902420001 | Ladda upp en bild av detta fornminne      |
| Brastad 243:1                                           | Stensättning                                          |              | Brastad, Bohuslän   |             | 58.406546, 11.573552 | 10153902430001 | Ladda upp en bild av detta fornminne      |
| Brastad 245:1                                           | Stensättning                                          |              | Brastad, Bohuslän   |             | 58.416344, 11.554626 | 10153902450001 | Ladda upp en bild av detta fornminne      |
| Brastad 246:1                                           | Gravfält                                              |              | Brastad, Bohuslän   |             | 58.415177, 11.569542 | 10153902460001 | Ladda upp en bild av detta fornminne      |
| Brastad 247:1                                           | Röse                                                  |              | Brastad, Bohuslän   |             | 58.418806, 11.570744 | 10153902470001 | Ladda upp en bild av detta fornminne      |
| Brastad 248:1                                           | Röse                                                  |              | Brastad, Bohuslän   |             | 58.418039, 11.570003 | 10153902480001 | Ladda upp en bild av detta fornminne      |
| Brastad 249:1                                           | Stensättning                                          |              | Brastad, Bohuslän   |             | 58.418688, 11.566355 | 10153902490001 | Ladda upp en bild av detta fornminne      |
| Brastad 250:1                                           | Hällristning                                          |              | Brastad, Bohuslän   |             | 58.417308, 11.565108 | 10153902500001 | Ladda upp en bild av detta fornminne      |
| Brastad 251:1                                           | Stensättning                                          |              | Brastad, Bohuslän   |             | 58.412944, 11.578985 | 10153902510001 | Ladda upp en bild av detta fornminne      |
| Brastad 252:1                                           | Gravfält                                              |              | Brastad, Bohuslän   |             | 58.411492, 11.577130 | 10153902520001 | Ladda upp en bild av detta fornminne      |
| Brastad 253:1                                           | Stensättning                                          |              | Brastad, Bohuslän   |             | 58.411186, 11.578014 | 10153902530001 | Ladda upp en bild av detta fornminne      |
| Brastad 254:1                                           | Röse                                                  |              | Brastad, Bohuslän   |             | 58.415897, 11.580224 | 10153902540001 | Ladda upp en bild av detta fornminne      |
| Brastad 255:1                                           | Stensättning                                          |              | Brastad, Bohuslän   |             | 58.420936, 11.560256 | 10153902550001 | Ladda upp en bild av detta fornminne      |
| Brastad 255:2                                           | Stensättning                                          |              | Brastad, Bohuslän   |             | 58.421093, 11.560390 | 10153902550002 | Ladda upp en bild av detta fornminne      |
| Brastad 256:1                                           | Gravfält                                              |              | Brastad, Bohuslän   |             | 58.425324, 11.569874 | 10153902560001 | Ladda upp en bild av detta fornminne      |
| Brastad 259:1                                           | Stensättning                                          |              | Brastad, Bohuslän   |             | 58.420876, 11.548883 | 10153902590001 | Ladda upp en bild av detta fornminne      |
| Brastad 259:2                                           | Stensättning                                          |              | Brastad, Bohuslän   |             | 58.420870, 11.548215 | 10153902590002 | Ladda upp en bild av detta fornminne      |
| Brastad 260:1                                           | Stensättning                                          |              | Brastad, Bohuslän   |             | 58.423914, 11.550395 | 10153902600001 | Ladda upp en bild av detta fornminne      |
| Brastad 261:1                                           | Stensättning                                          |              | Brastad, Bohuslän   |             | 58.416717, 11.545477 | 10153902610001 | Ladda upp en bild av detta fornminne      |
| Brastad 261:2                                           | Stensättning                                          |              | Brastad, Bohuslän   |             | 58.416619, 11.545506 | 10153902610002 | Ladda upp en bild av detta fornminne      |
| Brastad 261:3                                           | Stensättning                                          |              | Brastad, Bohuslän   |             | 58.416516, 11.545364 | 10153902610003 | Ladda upp en bild av detta fornminne      |
| Brastad 262:1                                           | Stensättning                                          |              | Brastad, Bohuslän   |             | 58.414473, 11.546933 | 10153902620001 | Ladda upp en bild av detta fornminne      |
| Brastad 263:1                                           | Gravfält                                              |              | Brastad, Bohuslän   |             | 58.415005, 11.541009 | 10153902630001 | Ladda upp en bild av detta fornminne      |
| Brastad 264:1                                           | Hällristning                                          |              | Brastad, Bohuslän   |             | 58.419479, 11.536251 | 10153902640001 | Ladda upp en bild av detta fornminne      |
| Brastad 264:2                                           | Hällristning                                          |              | Brastad, Bohuslän   |             | 58.419132, 11.536388 | 10153902640002 | Ladda upp en bild av detta fornminne      |
| Brastad 265:1                                           | Hällristning                                          |              | Brastad, Bohuslän   |             | 58.419796, 11.536648 | 10153902650001 | Ladda upp en bild av detta fornminne      |
| Brastad 266:1                                           | Hällristning                                          |              | Brastad, Bohuslän   |             | 58.367454, 11.472290 | 10153902660001 | Ladda upp en bild av detta fornminne      |
| Brastad 266:2                                           | Hällristning                                          |              | Brastad, Bohuslän   |             | 58.367501, 11.472095 | 10153902660002 | Ladda upp en bild av detta fornminne      |
| Brastad 267:1                                           | Hällristning                                          |              | Brastad, Bohuslän   |             | 58.367279, 11.473352 | 10153902670001 | Ladda upp en bild av detta fornminne      |
| Brastad 269:1                                           | Stensättning                                          |              | Brastad, Bohuslän   |             | 58.383822, 11.586809 | 10153902690001 | Ladda upp en bild av detta fornminne      |
| Brastad 270:1                                           | Röse                                                  |              | Brastad, Bohuslän   |             | 58.363897, 11.582768 | 10153902700001 | Ladda upp en bild av detta fornminne      |
| Brastad 272:1                                           | Hög                                                   |              | Brastad, Bohuslän   |             | 58.412744, 11.537852 | 10153902720001 | Ladda upp en bild av detta fornminne      |
| Brastad 272:2                                           | Stensättning                                          |              | Brastad, Bohuslän   |             | 58.412848, 11.537993 | 10153902720002 | Ladda upp en bild av detta fornminne      |
| Brastad 273:1                                           | Fornborg                                              |              | Brastad, Bohuslän   |             | 58.422403, 11.521406 | 10153902730001 | Ladda upp en bild av detta fornminne      |
| Brastad 276:1                                           | Stensättning                                          |              | Brastad, Bohuslän   |             | 58.422892, 11.534739 | 10153902760001 | Ladda upp en bild av detta fornminne      |
| Brastad 276:2                                           | Stensättning                                          |              | Brastad, Bohuslän   |             | 58.422771, 11.534618 | 10153902760002 | Ladda upp en bild av detta fornminne      |
| Brastad 277:1                                           | Stensättning                                          |              | Brastad, Bohuslän   |             | 58.383475, 11.556910 | 10153902770001 | Ladda upp en bild av detta fornminne      |
| Brastad 279:1                                           | Stensättning                                          |              | Brastad, Bohuslän   |             | 58.381648, 11.553180 | 10153902790001 | Ladda upp en bild av detta fornminne      |
| Brastad 280:1                                           | Hög                                                   |              | Brastad, Bohuslän   |             | 58.373886, 11.466629 | 10153902800001 | Ladda upp en bild av detta fornminne      |
| Brastad 284:1                                           | Hällristning                                          |              | Brastad, Bohuslän   |             | 58.377696, 11.535800 | 10153902840001 | Ladda upp en bild av detta fornminne      |
| Brastad 284:2                                           | Hällristning                                          |              | Brastad, Bohuslän   |             | 58.377717, 11.535592 | 10153902840002 | Ladda upp en bild av detta fornminne      |
| Brastad 285:1                                           | Hällristning                                          |              | Brastad, Bohuslän   |             | 58.385124, 11.534608 | 10153902850001 | Ladda upp en bild av detta fornminne      |
| Brastad 286:1                                           | Hällristning                                          |              | Brastad, Bohuslän   |             | 58.382431, 11.538398 | 10153902860001 | Ladda upp en bild av detta fornminne      |
| Brastad 287:1                                           | Hällristning                                          |              | Brastad, Bohuslän   |             | 58.388757, 11.534662 | 10153902870001 | Ladda upp en bild av detta fornminne      |
| Brastad 289:1                                           | Hällristning                                          |              | Brastad, Bohuslän   |             | 58.365445, 11.510413 | 10153902890001 | Ladda upp en bild av detta fornminne      |
| Brastad 290:1                                           | Hällristning                                          |              | Brastad, Bohuslän   |             | 58.358048, 11.509763 | 10153902900001 | Ladda upp en bild av detta fornminne      |
| Brastad 295:1                                           | Gravfält                                              |              | Brastad, Bohuslän   |             | 58.361577, 11.487024 | 10153902950001 | Ladda upp en bild av detta fornminne      |
| Brastad 296:1                                           | Röse                                                  |              | Brastad, Bohuslän   |             | 58.364779, 11.476936 | 10153902960001 | Ladda upp en bild av detta fornminne      |
| Brastad 297:1                                           | Hällristning                                          |              | Brastad, Bohuslän   |             | 58.371764, 11.517612 | 10153902970001 | Ladda upp en bild av detta fornminne      |
| Brastad 298:1                                           | Hällristning                                          |              | Brastad, Bohuslän   |             | 58.376451, 11.515798 | 10153902980001 | Ladda upp en bild av detta fornminne      |
| Brastad 303:1                                           | Hällristning                                          |              | Brastad, Bohuslän   |             | 58.407196, 11.503180 | 10153903030001 | Ladda upp en bild av detta fornminne      |
| Brastad 303:2                                           | Hällristning                                          |              | Brastad, Bohuslän   |             | 58.407180, 11.503240 | 10153903030002 | Ladda upp en bild av detta fornminne      |
| Brastad 303:3                                           | Hällristning                                          |              | Brastad, Bohuslän   |             | 58.407234, 11.503269 | 10153903030003 | Ladda upp en bild av detta fornminne      |
| Brastad 305:1                                           | Stensättning                                          |              | Brastad, Bohuslän   |             | 58.347969, 11.468498 | 10153903050001 | Ladda upp en bild av detta fornminne      |
| Brastad 306:1                                           | Röse                                                  |              | Brastad, Bohuslän   |             | 58.348749, 11.462300 | 10153903060001 | Ladda upp en bild av detta fornminne      |
| Brastad 307:1                                           | Stensättning                                          |              | Brastad, Bohuslän   |             | 58.356692, 11.522620 | 10153903070001 | Ladda upp en bild av detta fornminne      |
| Brastad 309:1                                           | Hällristning                                          |              | Brastad, Bohuslän   |             | 58.389410, 11.456817 | 10153903090001 | Ladda upp en bild av detta fornminne      |
| Brastad 309:2                                           | Hällristning                                          |              | Brastad, Bohuslän   |             | 58.389614, 11.456754 | 10153903090002 | Ladda upp en bild av detta fornminne      |
| Brastad 311:1                                           | Stensättning                                          |              | Brastad, Bohuslän   |             | 58.409794, 11.538896 | 10153903110001 | Ladda upp en bild av detta fornminne      |
| Brastad 391:1                                           | Hällristning                                          |              | Brastad, Bohuslän   |             | 58.360577, 11.480025 | 10153903910001 | Ladda upp en bild av detta fornminne      |
| Brastad 399:1                                           | Stensättning                                          |              | Brastad, Bohuslän   |             | 58.400180, 11.549953 | 10153903990001 | Ladda upp en bild av detta fornminne      |
| Brastad 399:2                                           | Stensättning                                          |              | Brastad, Bohuslän   |             | 58.400062, 11.549933 | 10153903990002 | Ladda upp en bild av detta fornminne      |
| Brastad 403:1                                           | Stensättning                                          |              | Brastad, Bohuslän   |             | 58.378018, 11.572043 | 10153904030001 | Ladda upp en bild av detta fornminne      |
| Brastad 470:1                                           | Hällristning                                          |              | Brastad, Bohuslän   |             | 58.383534, 11.532317 | 10153904700001 | Ladda upp en bild av detta fornminne      |
| Brastad 471:1                                           | Hällristning                                          |              | Brastad, Bohuslän   |             | 58.389932, 11.543859 | 10153904710001 | Ladda upp en bild av detta fornminne      |
| Brastad 475:1                                           | Hällristning                                          |              | Brastad, Bohuslän   |             | 58.372410, 11.478651 | 10153904750001 | Ladda upp en bild av detta fornminne      |
| Brastad 475:2                                           | Hällristning                                          |              | Brastad, Bohuslän   |             | 58.372439, 11.478733 | 10153904750002 | Ladda upp en bild av detta fornminne      |
| Brastad 476:1                                           | Hällristning                                          |              | Brastad, Bohuslän   |             | 58.371998, 11.476864 | 10153904760001 | Ladda upp en bild av detta fornminne      |
| Brastad 476:2                                           | Hällristning                                          |              | Brastad, Bohuslän   |             | 58.371873, 11.477500 | 10153904760002 | Ladda upp en bild av detta fornminne      |
| Brastad 477:1                                           | Hällristning                                          |              | Brastad, Bohuslän   |             | 58.374729, 11.472625 | 10153904770001 | Ladda upp en bild av detta fornminne      |
| Brastad 478:1                                           | Hällristning                                          |              | Brastad, Bohuslän   |             | 58.375332, 11.472651 | 10153904780001 | Ladda upp en bild av detta fornminne      |
| Brastad 479:1                                           | Hällristning                                          |              | Brastad, Bohuslän   |             | 58.376080, 11.475023 | 10153904790001 | Ladda upp en bild av detta fornminne      |
| Brastad 480:1                                           | Hällristning                                          |              | Brastad, Bohuslän   |             | 58.373089, 11.466287 | 10153904800001 | Ladda upp en bild av detta fornminne      |
| Brastad 480:2                                           | Hällristning                                          |              | Brastad, Bohuslän   |             | 58.373040, 11.466309 | 10153904800002 | Ladda upp en bild av detta fornminne      |
| Brastad 481:1                                           | Hällristning                                          |              | Brastad, Bohuslän   |             | 58.371179, 11.466136 | 10153904810001 | Ladda upp en bild av detta fornminne      |
| Brastad 483:1                                           | Hällristning                                          |              | Brastad, Bohuslän   |             | 58.403072, 11.508333 | 10153904830001 | Ladda upp en bild av detta fornminne      |
| Brastad 484:1                                           | Hällristning                                          |              | Brastad, Bohuslän   |             | 58.405750, 11.501152 | 10153904840001 | Ladda upp en bild av detta fornminne      |
| Brastad 484:2                                           | Hällristning                                          |              | Brastad, Bohuslän   |             | 58.405722, 11.501001 | 10153904840002 | Ladda upp en bild av detta fornminne      |
| Brastad 485:1                                           | Hällristning                                          |              | Brastad, Bohuslän   |             | 58.406734, 11.500973 | 10153904850001 | Ladda upp en bild av detta fornminne      |
| Brastad 486:1                                           | Hällristning                                          |              | Brastad, Bohuslän   |             | 58.359133, 11.506850 | 10153904860001 | Ladda upp en bild av detta fornminne      |
| Brastad 487:1                                           | Hällristning                                          |              | Brastad, Bohuslän   |             | 58.362153, 11.516234 | 10153904870001 | Ladda upp en bild av detta fornminne      |
| Brastad 489:1                                           | Hällristning                                          |              | Brastad, Bohuslän   |             | 58.415984, 11.543869 | 10153904890001 | Ladda upp en bild av detta fornminne      |
| Brastad 491:1                                           | Hällristning                                          |              | Brastad, Bohuslän   |             | 58.365694, 11.458593 | 10153904910001 | Ladda upp en bild av detta fornminne      |
| Brastad 492:1                                           | Hällristning                                          |              | Brastad, Bohuslän   |             | 58.364548, 11.461207 | 10153904920001 | Ladda upp en bild av detta fornminne      |
| Brastad 492:2                                           | Hällristning                                          |              | Brastad, Bohuslän   |             | 58.364573, 11.461184 | 10153904920002 | Ladda upp en bild av detta fornminne      |
| Brastad 492:3                                           | Hällristning                                          |              | Brastad, Bohuslän   |             | 58.364564, 11.461259 | 10153904920003 | Ladda upp en bild av detta fornminne      |
| Brastad 573                                             | Stensättning                                          |              | Brastad, Bohuslän   |             | 58.375210, 11.546978 | 12000000053051 | Ladda upp en bild av detta fornminne      |
| Brastad 586                                             | Hällristning                                          |              | Brastad, Bohuslän   |             | 58.403671, 11.492260 | 12000000095191 | Ladda upp en bild av detta fornminne      |
| Brastad 587                                             | Hällristning                                          |              | Brastad, Bohuslän   |             | 58.396561, 11.487497 | 12000000095195 | Ladda upp en till bild av detta fornminne |
| Brastad 588                                             | Hällristning                                          |              | Brastad, Bohuslän   |             | 58.403478, 11.491890 | 12000000095197 | Ladda upp en bild av detta fornminne      |
| Brastad 589                                             | Hällristning                                          |              | Brastad, Bohuslän   |             | 58.403309, 11.491123 | 12000000095200 | Ladda upp en bild av detta fornminne      |
| Brastad 592                                             | Hällristning                                          |              | Brastad, Bohuslän   |             | 58.397309, 11.487286 | 12000000095205 | Ladda upp en bild av detta fornminne      |
| Brastad 593                                             | Hällristning                                          |              | Brastad, Bohuslän   |             | 58.405772, 11.500995 | 12000000095209 | Ladda upp en bild av detta fornminne      |
| Brastad 594                                             | Hällristning                                          |              | Brastad, Bohuslän   |             | 58.400647, 11.494308 | 12000000095212 | Ladda upp en bild av detta fornminne      |
| Brastad 596                                             | Hällristning                                          |              | Brastad, Bohuslän   |             | 58.403365, 11.491184 | 12000000095219 | Ladda upp en bild av detta fornminne      |
| Brastad 598                                             | Hällristning                                          |              | Brastad, Bohuslän   |             | 58.383353, 11.532266 | 12000000096967 | Ladda upp en bild av detta fornminne      |
| Brastad 601                                             | Hällristning                                          |              | Brastad, Bohuslän   |             | 58.414015, 11.574028 | 12000000106943 | Ladda upp en bild av detta fornminne      |
| Brastad 602                                             | Hällristning                                          |              | Brastad, Bohuslän   |             | 58.400890, 11.496710 | 12000000106945 | Ladda upp en bild av detta fornminne      |
| Brastad 603                                             | Hällristning                                          |              | Brastad, Bohuslän   |             | 58.380575, 11.547565 | 12000000106947 | Ladda upp en bild av detta fornminne      |
| Brastad 604                                             | Hällristning                                          |              | Brastad, Bohuslän   |             | 58.401912, 11.496363 | 12000000106949 | Ladda upp en bild av detta fornminne      |
| Brastad 606                                             | Hällristning                                          |              | Brastad, Bohuslän   |             | 58.375748, 11.532928 | 12000000106953 | Ladda upp en bild av detta fornminne      |
| Brastad 607                                             | Stensättning                                          |              | Brastad, Bohuslän   |             | 58.380423, 11.548261 | 12000000106955 | Ladda upp en bild av detta fornminne      |
| Julia Källhults Studenthäll (Brastad 609)               | Hällristning                                          |              | Brastad, Bohuslän   |             | 58.376391, 11.464921 | 12000000113582 | Ladda upp en bild av detta fornminne      |
| Brastad 610                                             | Hällristning                                          |              | Brastad, Bohuslän   |             | 58.376439, 11.463590 | 12000000113958 | Ladda upp en bild av detta fornminne      |
| Brastad 611                                             | Hällristning                                          |              | Brastad, Bohuslän   |             | 58.376823, 11.457340 | 12000000113962 | Ladda upp en bild av detta fornminne      |
| Brastad 612                                             | Hällristning                                          |              | Brastad, Bohuslän   |             | 58.360421, 11.478621 | 12000000113966 | Ladda upp en bild av detta fornminne      |
| Brastad 613                                             | Hällristning                                          |              | Brastad, Bohuslän   |             | 58.376335, 11.463412 | 12000000113972 | Ladda upp en bild av detta fornminne      |
| Brastad 614                                             | Hällristning                                          |              | Brastad, Bohuslän   |             | 58.390019, 11.544090 | 12000000113976 | Ladda upp en bild av detta fornminne      |
| Brastad 615                                             | Hällristning                                          |              | Brastad, Bohuslän   |             | 58.373408, 11.467761 | 12000000113981 | Ladda upp en bild av detta fornminne      |
| Brastad 616                                             | Hällristning                                          |              | Brastad, Bohuslän   |             | 58.376604, 11.463043 | 12000000113983 | Ladda upp en bild av detta fornminne      |
| Brastad 617                                             | Hällristning                                          |              | Brastad, Bohuslän   |             | 58.374309, 11.458071 | 12000000113986 | Ladda upp en bild av detta fornminne      |
| Brastad 618                                             | Hällristning                                          |              | Brastad, Bohuslän   |             | 58.383609, 11.536759 | 12000000115649 | Ladda upp en bild av detta fornminne      |
| Brastad 619                                             | Hällristning                                          |              | Brastad, Bohuslän   |             | 58.375722, 11.458152 | 12000000115651 | Ladda upp en bild av detta fornminne      |
| Brastad 620                                             | Hällristning                                          |              | Brastad, Bohuslän   |             | 58.372324, 11.473447 | 12000000115654 | Ladda upp en bild av detta fornminne      |
| Brastad 621                                             | Hällristning                                          |              | Brastad, Bohuslän   |             | 58.357819, 11.521159 | 12000000118239 | Ladda upp en bild av detta fornminne      |
| Brastad 622                                             | Hällristning                                          |              | Brastad, Bohuslän   |             | 58.357969, 11.519075 | 12000000118241 | Ladda upp en bild av detta fornminne      |
| Brastad 624                                             | Hällristning                                          |              | Brastad, Bohuslän   |             | 58.364895, 11.459778 | 12000000118246 | Ladda upp en bild av detta fornminne      |
| Brastad 625                                             | Hällristning                                          |              | Brastad, Bohuslän   |             | 58.361343, 11.497789 | 12000000118815 | Ladda upp en bild av detta fornminne      |
| Brastad 626                                             | Hällristning                                          |              | Brastad, Bohuslän   |             | 58.377881, 11.468922 | 12000000122004 | Ladda upp en bild av detta fornminne      |
| Lyse 64:1                                               | Stenkammargrav                                        |              | Brastad, Bohuslän   |             | 58.354223, 11.499139 | 10157400640001 | Ladda upp en till bild av detta fornminne |

## Bro
Se Lista över fornlämningar i Lysekils kommun (Bro)

## Lyse
| Namn                                 | Lämningstyp                 | Tillkomsttid | Historisk indelning | Plats | Läge                 | ID-nr          | Bild                                      |
| ------------------------------------ | --------------------------- | ------------ | ------------------- | ----- | -------------------- | -------------- | ----------------------------------------- |
| Skälmestenarna (Lyse 1:1)            | Gravfält                    |              | Lyse, Bohuslän      |       | 58.339082, 11.432110 | 10157400010001 | Ladda upp en bild av detta fornminne      |
| Lyse 2:1                             | Stensättning                |              | Lyse, Bohuslän      |       | 58.338986, 11.433329 | 10157400020001 | Ladda upp en bild av detta fornminne      |
| Lyse 3:1                             | Röse                        |              | Lyse, Bohuslän      |       | 58.346575, 11.415728 | 10157400030001 | Ladda upp en bild av detta fornminne      |
| Lyse 4:1                             | Röse                        |              | Lyse, Bohuslän      |       | 58.345961, 11.415683 | 10157400040001 | Ladda upp en bild av detta fornminne      |
| Lyse 5:1                             | Gravfält                    |              | Lyse, Bohuslän      |       | 58.347427, 11.413319 | 10157400050001 | Ladda upp en bild av detta fornminne      |
| Lyse 10:1                            | Röse                        |              | Lyse, Bohuslän      |       | 58.354627, 11.425722 | 10157400100001 | Ladda upp en bild av detta fornminne      |
| Lyse 12:1                            | Röse                        |              | Lyse, Bohuslän      |       | 58.353042, 11.420444 | 10157400120001 | Ladda upp en bild av detta fornminne      |
| Lyse 14:1                            | Röse                        |              | Lyse, Bohuslän      |       | 58.350733, 11.438434 | 10157400140001 | Ladda upp en bild av detta fornminne      |
| Lyse 20:1                            | Röse                        |              | Lyse, Bohuslän      |       | 58.342517, 11.407891 | 10157400200001 | Ladda upp en bild av detta fornminne      |
| Lyse 22:1                            | Röse                        |              | Lyse, Bohuslän      |       | 58.339951, 11.417900 | 10157400220001 | Ladda upp en bild av detta fornminne      |
| Lyse 31:1                            | Röse                        |              | Lyse, Bohuslän      |       | 58.345744, 11.436600 | 10157400310001 | Ladda upp en bild av detta fornminne      |
| Lyse 40:1                            | Stensättning                |              | Lyse, Bohuslän      |       | 58.340777, 11.444050 | 10157400400001 | Ladda upp en bild av detta fornminne      |
| Lyse 46:1                            | Röse                        |              | Lyse, Bohuslän      |       | 58.335128, 11.470774 | 10157400460001 | Ladda upp en bild av detta fornminne      |
| Lyse 47:1                            | Röse                        |              | Lyse, Bohuslän      |       | 58.336206, 11.469548 | 10157400470001 | Ladda upp en bild av detta fornminne      |
| Lyse 48:1                            | Röse                        |              | Lyse, Bohuslän      |       | 58.336290, 11.471501 | 10157400480001 | Ladda upp en bild av detta fornminne      |
| Lyse 48:2                            | Röse                        |              | Lyse, Bohuslän      |       | 58.336301, 11.472021 | 10157400480002 | Ladda upp en bild av detta fornminne      |
| Lyse 50:1                            | Röse                        |              | Lyse, Bohuslän      |       | 58.332883, 11.483890 | 10157400500001 | Ladda upp en bild av detta fornminne      |
| Lyse 55:1                            | Röse                        |              | Lyse, Bohuslän      |       | 58.343768, 11.497364 | 10157400550001 | Ladda upp en bild av detta fornminne      |
| Lyse 59:1                            | Stensättning                |              | Lyse, Bohuslän      |       | 58.344715, 11.464070 | 10157400590001 | Ladda upp en bild av detta fornminne      |
| Lyse 69:1                            | Hällristning                |              | Lyse, Bohuslän      |       | 58.327858, 11.453416 | 10157400690001 | Ladda upp en till bild av detta fornminne |
| Lyse 70:1                            | Hällristning                |              | Lyse, Bohuslän      |       | 58.325096, 11.443028 | 10157400700001 | Ladda upp en bild av detta fornminne      |
| Lyse 71:1                            | Hällristning                |              | Lyse, Bohuslän      |       | 58.325152, 11.443256 | 10157400710001 | Ladda upp en bild av detta fornminne      |
| Lyse 72:1                            | Stensättning                |              | Lyse, Bohuslän      |       | 58.327626, 11.442848 | 10157400720001 | Ladda upp en bild av detta fornminne      |
| Lyse 72:2                            | Röse                        |              | Lyse, Bohuslän      |       | 58.328164, 11.442825 | 10157400720002 | Ladda upp en bild av detta fornminne      |
| Lyse 73:1                            | Stensättning                |              | Lyse, Bohuslän      |       | 58.329070, 11.443229 | 10157400730001 | Ladda upp en bild av detta fornminne      |
| Lyse 74:1                            | Stensättning                |              | Lyse, Bohuslän      |       | 58.328983, 11.444010 | 10157400740001 | Ladda upp en bild av detta fornminne      |
| Lyse 74:2                            | Stensättning                |              | Lyse, Bohuslän      |       | 58.328848, 11.443995 | 10157400740002 | Ladda upp en bild av detta fornminne      |
| Lyse 74:3                            | Stensättning                |              | Lyse, Bohuslän      |       | 58.328728, 11.443909 | 10157400740003 | Ladda upp en bild av detta fornminne      |
| Lyse 75:1                            | Röse                        |              | Lyse, Bohuslän      |       | 58.329103, 11.440114 | 10157400750001 | Ladda upp en bild av detta fornminne      |
| Lyse 76:1                            | Röse                        |              | Lyse, Bohuslän      |       | 58.327419, 11.436075 | 10157400760001 | Ladda upp en bild av detta fornminne      |
| Lyse 77:1                            | Stensättning                |              | Lyse, Bohuslän      |       | 58.326160, 11.439821 | 10157400770001 | Ladda upp en bild av detta fornminne      |
| Lyse 78:1                            | Stensättning                |              | Lyse, Bohuslän      |       | 58.324379, 11.438872 | 10157400780001 | Ladda upp en bild av detta fornminne      |
| Lyse 78:2                            | Stensättning                |              | Lyse, Bohuslän      |       | 58.324245, 11.438669 | 10157400780002 | Ladda upp en bild av detta fornminne      |
| Lyse 79:1                            | Hög                         |              | Lyse, Bohuslän      |       | 58.353039, 11.512931 | 10157400790001 | Ladda upp en bild av detta fornminne      |
| Lyse 79:2                            | Hög                         |              | Lyse, Bohuslän      |       | 58.353038, 11.513484 | 10157400790002 | Ladda upp en bild av detta fornminne      |
| Lyse 79:3                            | Hög                         |              | Lyse, Bohuslän      |       | 58.353075, 11.512572 | 10157400790003 | Ladda upp en bild av detta fornminne      |
| Lyse 82:1                            | Röse                        |              | Lyse, Bohuslän      |       | 58.358298, 11.537752 | 10157400820001 | Ladda upp en bild av detta fornminne      |
| Lyse 83:1                            | Röse                        |              | Lyse, Bohuslän      |       | 58.349987, 11.523719 | 10157400830001 | Ladda upp en bild av detta fornminne      |
| Lyse 86:1                            | Röse                        |              | Lyse, Bohuslän      |       | 58.342421, 11.518914 | 10157400860001 | Ladda upp en bild av detta fornminne      |
| Lyse 87:1                            | Hällristning                |              | Lyse, Bohuslän      |       | 58.325531, 11.445224 | 10157400870001 | Ladda upp en bild av detta fornminne      |
| Lyse 87:2                            | Hällristning                |              | Lyse, Bohuslän      |       | 58.325709, 11.445371 | 10157400870002 | Ladda upp en bild av detta fornminne      |
| Borreberget,Fjällaberget (Lyse 89:1) | Fornborg                    |              | Lyse, Bohuslän      |       | 58.328442, 11.500201 | 10157400890001 | Ladda upp en bild av detta fornminne      |
| Lyse 93:1                            | Stenkammargrav              |              | Lyse, Bohuslän      |       | 58.315936, 11.493073 | 10157400930001 | Ladda upp en bild av detta fornminne      |
| Lyse 95:1                            | Stensättning                |              | Lyse, Bohuslän      |       | 58.357735, 11.536587 | 10157400950001 | Ladda upp en bild av detta fornminne      |
| Lyse 96:1                            | Röse                        |              | Lyse, Bohuslän      |       | 58.311090, 11.487835 | 10157400960001 | Ladda upp en bild av detta fornminne      |
| Lyse 98:1                            | Röse                        |              | Lyse, Bohuslän      |       | 58.313623, 11.491114 | 10157400980001 | Ladda upp en bild av detta fornminne      |
| Lyse 99:1                            | Röse                        |              | Lyse, Bohuslän      |       | 58.313833, 11.492624 | 10157400990001 | Ladda upp en bild av detta fornminne      |
| Lyse 102:1                           | Röse                        |              | Lyse, Bohuslän      |       | 58.304515, 11.493055 | 10157401020001 | Ladda upp en bild av detta fornminne      |
| Lyse 102:2                           | Röse                        |              | Lyse, Bohuslän      |       | 58.304320, 11.493372 | 10157401020002 | Ladda upp en bild av detta fornminne      |
| Lyse 102:3                           | Röse                        |              | Lyse, Bohuslän      |       | 58.304246, 11.493809 | 10157401020003 | Ladda upp en bild av detta fornminne      |
| Lyse 102:4                           | Stensättning                |              | Lyse, Bohuslän      |       | 58.304540, 11.493334 | 10157401020004 | Ladda upp en bild av detta fornminne      |
| Lyse 104:1                           | Röse                        |              | Lyse, Bohuslän      |       | 58.300485, 11.495343 | 10157401040001 | Ladda upp en bild av detta fornminne      |
| Lyse 104:2                           | Stensättning                |              | Lyse, Bohuslän      |       | 58.300250, 11.495395 | 10157401040002 | Ladda upp en bild av detta fornminne      |
| Lyse 108:1                           | Röse                        |              | Lyse, Bohuslän      |       | 58.304551, 11.506654 | 10157401080001 | Ladda upp en bild av detta fornminne      |
| Lyse 109:1                           | Röse                        |              | Lyse, Bohuslän      |       | 58.304429, 11.507389 | 10157401090001 | Ladda upp en bild av detta fornminne      |
| Lyse 111:1                           | Röse                        |              | Lyse, Bohuslän      |       | 58.293710, 11.488646 | 10157401110001 | Ladda upp en bild av detta fornminne      |
| Lyse 113:1                           | Röse                        |              | Lyse, Bohuslän      |       | 58.313824, 11.489753 | 10157401130001 | Ladda upp en bild av detta fornminne      |
| Lyse 113:2                           | Röse                        |              | Lyse, Bohuslän      |       | 58.313708, 11.490487 | 10157401130002 | Ladda upp en bild av detta fornminne      |
| Lyse 117:1                           | Fornborg                    |              | Lyse, Bohuslän      |       | 58.305286, 11.452991 | 10157401170001 | Ladda upp en bild av detta fornminne      |
| Lyse 124:1                           | Hög                         |              | Lyse, Bohuslän      |       | 58.318043, 11.469532 | 10157401240001 | Ladda upp en bild av detta fornminne      |
| Lyse 125:1                           | Gravfält                    |              | Lyse, Bohuslän      |       | 58.317801, 11.467240 | 10157401250001 | Ladda upp en bild av detta fornminne      |
| Lyse 126:1                           | Hög                         |              | Lyse, Bohuslän      |       | 58.322120, 11.465588 | 10157401260001 | Ladda upp en bild av detta fornminne      |
| Lyse 127:1                           | Röse                        |              | Lyse, Bohuslän      |       | 58.321561, 11.469119 | 10157401270001 | Ladda upp en bild av detta fornminne      |
| Lyse 130:1                           | Röse                        |              | Lyse, Bohuslän      |       | 58.313406, 11.453479 | 10157401300001 | Ladda upp en bild av detta fornminne      |
| Lyse 131:1                           | Röse                        |              | Lyse, Bohuslän      |       | 58.310403, 11.439936 | 10157401310001 | Ladda upp en bild av detta fornminne      |
| Lyse 131:2                           | Röse                        |              | Lyse, Bohuslän      |       | 58.310347, 11.440098 | 10157401310002 | Ladda upp en bild av detta fornminne      |
| Lyse 132:1                           | Röse                        |              | Lyse, Bohuslän      |       | 58.312632, 11.442847 | 10157401320001 | Ladda upp en bild av detta fornminne      |
| Lyse 133:1                           | Röse                        |              | Lyse, Bohuslän      |       | 58.313748, 11.445208 | 10157401330001 | Ladda upp en bild av detta fornminne      |
| Lyse 135:1                           | Röse                        |              | Lyse, Bohuslän      |       | 58.321363, 11.475541 | 10157401350001 | Ladda upp en bild av detta fornminne      |
| Lyse 139:1                           | Röse                        |              | Lyse, Bohuslän      |       | 58.315374, 11.408310 | 10157401390001 | Ladda upp en bild av detta fornminne      |
| Lyse 140:1                           | Röse                        |              | Lyse, Bohuslän      |       | 58.313549, 11.407662 | 10157401400001 | Ladda upp en bild av detta fornminne      |
| Lyse 141:1                           | Hällristning                |              | Lyse, Bohuslän      |       | 58.322366, 11.447207 | 10157401410001 | Ladda upp en bild av detta fornminne      |
| Lyse 142:1                           | Hällristning                |              | Lyse, Bohuslän      |       | 58.318410, 11.436787 | 10157401420001 | Ladda upp en bild av detta fornminne      |
| Lyse 148:1                           | Hällristning                |              | Lyse, Bohuslän      |       | 58.328319, 11.453789 | 10157401480001 | Ladda upp en bild av detta fornminne      |
| Lyse 148:2                           | Hällristning                |              | Lyse, Bohuslän      |       | 58.328319, 11.453789 | 10157401480002 | Ladda upp en bild av detta fornminne      |
| Lyse 148:3                           | Hällristning                |              | Lyse, Bohuslän      |       | 58.328552, 11.454069 | 10157401480003 | Ladda upp en bild av detta fornminne      |
| Lyse 149:1                           | Gravfält                    |              | Lyse, Bohuslän      |       | 58.328384, 11.453077 | 10157401490001 | Ladda upp en bild av detta fornminne      |
| Lyse 152:1                           | Stensättning                |              | Lyse, Bohuslän      |       | 58.313254, 11.444585 | 10157401520001 | Ladda upp en bild av detta fornminne      |
| Lyse 155:1                           | Stensättning                |              | Lyse, Bohuslän      |       | 58.330715, 11.452467 | 10157401550001 | Ladda upp en bild av detta fornminne      |
| Lyse 155:2                           | Stensättning                |              | Lyse, Bohuslän      |       | 58.330602, 11.452569 | 10157401550002 | Ladda upp en bild av detta fornminne      |
| Lyse 155:3                           | Grav markerad av sten/block |              | Lyse, Bohuslän      |       | 58.330797, 11.452251 | 10157401550003 | Ladda upp en bild av detta fornminne      |
| Lyse 157:1                           | Gravfält                    |              | Lyse, Bohuslän      |       | 58.361018, 11.549836 | 10157401570001 | Ladda upp en bild av detta fornminne      |
| Lyse 158:1                           | Gravfält                    |              | Lyse, Bohuslän      |       | 58.361705, 11.549469 | 10157401580001 | Ladda upp en bild av detta fornminne      |
| Lyse 163:1                           | Stenkrets                   |              | Lyse, Bohuslän      |       | 58.355422, 11.565363 | 10157401630001 | Ladda upp en bild av detta fornminne      |
| Lyse 165:1                           | Stenkammargrav              |              | Lyse, Bohuslän      |       | 58.349547, 11.554492 | 10157401650001 | Ladda upp en bild av detta fornminne      |
| Lyse 166:1                           | Röse                        |              | Lyse, Bohuslän      |       | 58.346675, 11.553518 | 10157401660001 | Ladda upp en bild av detta fornminne      |
| Lyse 167:1                           | Stensättning                |              | Lyse, Bohuslän      |       | 58.349584, 11.543211 | 10157401670001 | Ladda upp en bild av detta fornminne      |
| Lyse 170:1                           | Röse                        |              | Lyse, Bohuslän      |       | 58.297346, 11.406805 | 10157401700001 | Ladda upp en bild av detta fornminne      |
| Lyse 170:2                           | Stensättning                |              | Lyse, Bohuslän      |       | 58.297727, 11.406012 | 10157401700002 | Ladda upp en bild av detta fornminne      |
| Lyse 171:1                           | Gravfält                    |              | Lyse, Bohuslän      |       | 58.298635, 11.406318 | 10157401710001 | Ladda upp en bild av detta fornminne      |
| Lyse 172:1                           | Stensättning                |              | Lyse, Bohuslän      |       | 58.302985, 11.384229 | 10157401720001 | Ladda upp en bild av detta fornminne      |
| Lyse 173:1                           | Röse                        |              | Lyse, Bohuslän      |       | 58.310340, 11.385099 | 10157401730001 | Ladda upp en bild av detta fornminne      |
| Lyse 174:1                           | Röse                        |              | Lyse, Bohuslän      |       | 58.323937, 11.378540 | 10157401740001 | Ladda upp en bild av detta fornminne      |
| Lyse 175:1                           | Hällristning                |              | Lyse, Bohuslän      |       | 58.335713, 11.526871 | 10157401750001 | Ladda upp en bild av detta fornminne      |
| Lyse 180:1                           | Röse                        |              | Lyse, Bohuslän      |       | 58.306169, 11.423048 | 10157401800001 | Ladda upp en bild av detta fornminne      |
| Lyse 184:1                           | Gravfält                    |              | Lyse, Bohuslän      |       | 58.318983, 11.514498 | 10157401840001 | Ladda upp en bild av detta fornminne      |
| Lyse 192:1                           | Stenkammargrav              |              | Lyse, Bohuslän      |       | 58.307032, 11.516267 | 10157401920001 | Ladda upp en bild av detta fornminne      |
| Lyse 194:1                           | Hällristning                |              | Lyse, Bohuslän      |       | 58.333371, 11.454005 | 10157401940001 | Ladda upp en bild av detta fornminne      |
| Lyse 200:1                           | Husgrund, historisk tid     |              | Lyse, Bohuslän      |       | 58.295857, 11.409251 | 10157402000001 | Ladda upp en bild av detta fornminne      |
| Lyse 202:1                           | Fiskeläge                   |              | Lyse, Bohuslän      |       | 58.296702, 11.410202 | 10157402020001 | Ladda upp en bild av detta fornminne      |
| Lyse 203:1                           | Husgrund, historisk tid     |              | Lyse, Bohuslän      |       | 58.297986, 11.410502 | 10157402030001 | Ladda upp en bild av detta fornminne      |
| Lyse 220:1                           | Stensättning                |              | Lyse, Bohuslän      |       | 58.330509, 11.462379 | 10157402200001 | Ladda upp en bild av detta fornminne      |
| Lyse 225:1                           | Hällristning                |              | Lyse, Bohuslän      |       | 58.331467, 11.444520 | 10157402250001 | Ladda upp en bild av detta fornminne      |
| Lyse 226:1                           | Stensättning                |              | Lyse, Bohuslän      |       | 58.329852, 11.461443 | 10157402260001 | Ladda upp en bild av detta fornminne      |
| Lyse 226:2                           | Stensättning                |              | Lyse, Bohuslän      |       | 58.329946, 11.461533 | 10157402260002 | Ladda upp en bild av detta fornminne      |
| Lyse 226:3                           | Stensättning                |              | Lyse, Bohuslän      |       | 58.329939, 11.461825 | 10157402260003 | Ladda upp en bild av detta fornminne      |
| Lyse 227:1                           | Hällristning                |              | Lyse, Bohuslän      |       | 58.326976, 11.451756 | 10157402270001 | Ladda upp en bild av detta fornminne      |
| Lyse 227:2                           | Hällristning                |              | Lyse, Bohuslän      |       | 58.327033, 11.451870 | 10157402270002 | Ladda upp en bild av detta fornminne      |
| Lyse 251:1                           | Stensättning                |              | Lyse, Bohuslän      |       | 58.338905, 11.460113 | 10157402510001 | Ladda upp en bild av detta fornminne      |
| Lyse 257:1                           | Röse                        |              | Lyse, Bohuslän      |       | 58.294036, 11.489849 | 10157402570001 | Ladda upp en bild av detta fornminne      |
| Lyse 258:1                           | Röse                        |              | Lyse, Bohuslän      |       | 58.308355, 11.490190 | 10157402580001 | Ladda upp en bild av detta fornminne      |
| Lyse 259:1                           | Röse                        |              | Lyse, Bohuslän      |       | 58.308576, 11.452689 | 10157402590001 | Ladda upp en bild av detta fornminne      |
| Lyse 260:1                           | Stensättning                |              | Lyse, Bohuslän      |       | 58.307825, 11.498827 | 10157402600001 | Ladda upp en bild av detta fornminne      |
| Lyse 261:1                           | Stensättning                |              | Lyse, Bohuslän      |       | 58.320173, 11.523567 | 10157402610001 | Ladda upp en bild av detta fornminne      |
| Lyse 261:2                           | Stensättning                |              | Lyse, Bohuslän      |       | 58.320103, 11.523372 | 10157402610002 | Ladda upp en bild av detta fornminne      |
| Lyse 264:1                           | Röse                        |              | Lyse, Bohuslän      |       | 58.317593, 11.529354 | 10157402640001 | Ladda upp en bild av detta fornminne      |
| Lyse 266:1                           | Stensättning                |              | Lyse, Bohuslän      |       | 58.334558, 11.522239 | 10157402660001 | Ladda upp en bild av detta fornminne      |
| Lyse 268:1                           | Röse                        |              | Lyse, Bohuslän      |       | 58.346292, 11.556913 | 10157402680001 | Ladda upp en bild av detta fornminne      |
| Lyse 269:1                           | Röse                        |              | Lyse, Bohuslän      |       | 58.318852, 11.472157 | 10157402690001 | Ladda upp en bild av detta fornminne      |
| Lyse 270:1                           | Hög                         |              | Lyse, Bohuslän      |       | 58.321725, 11.465129 | 10157402700001 | Ladda upp en bild av detta fornminne      |
| Lyse 271:1                           | Gravfält                    |              | Lyse, Bohuslän      |       | 58.317270, 11.446232 | 10157402710001 | Ladda upp en bild av detta fornminne      |
| Lyse 272:1                           | Stensättning                |              | Lyse, Bohuslän      |       | 58.322311, 11.438493 | 10157402720001 | Ladda upp en bild av detta fornminne      |
| Lyse 272:2                           | Stensättning                |              | Lyse, Bohuslän      |       | 58.322161, 11.438550 | 10157402720002 | Ladda upp en bild av detta fornminne      |
| Lyse 274:1                           | Stensättning                |              | Lyse, Bohuslän      |       | 58.323164, 11.440418 | 10157402740001 | Ladda upp en bild av detta fornminne      |
| Lyse 274:2                           | Stensättning                |              | Lyse, Bohuslän      |       | 58.322805, 11.440865 | 10157402740002 | Ladda upp en bild av detta fornminne      |
| Lyse 275:1                           | Stensättning                |              | Lyse, Bohuslän      |       | 58.315056, 11.454312 | 10157402750001 | Ladda upp en bild av detta fornminne      |
| Lyse 276:1                           | Stensättning                |              | Lyse, Bohuslän      |       | 58.329831, 11.440782 | 10157402760001 | Ladda upp en bild av detta fornminne      |
| Lyse 277:1                           | Stensättning                |              | Lyse, Bohuslän      |       | 58.329761, 11.445048 | 10157402770001 | Ladda upp en bild av detta fornminne      |
| Lyse 277:2                           | Stensättning                |              | Lyse, Bohuslän      |       | 58.329533, 11.444977 | 10157402770002 | Ladda upp en bild av detta fornminne      |
| Lyse 278:1                           | Röse                        |              | Lyse, Bohuslän      |       | 58.332854, 11.467427 | 10157402780001 | Ladda upp en bild av detta fornminne      |
| Lyse 280:1                           | Stensättning                |              | Lyse, Bohuslän      |       | 58.346808, 11.488381 | 10157402800001 | Ladda upp en bild av detta fornminne      |
| Lyse 282:1                           | Röse                        |              | Lyse, Bohuslän      |       | 58.295582, 11.385896 | 10157402820001 | Ladda upp en bild av detta fornminne      |
| Lyse 289:1                           | Stensättning                |              | Lyse, Bohuslän      |       | 58.350898, 11.494717 | 10157402890001 | Ladda upp en bild av detta fornminne      |
| Lyse 290:1                           | Stensättning                |              | Lyse, Bohuslän      |       | 58.352562, 11.519246 | 10157402900001 | Ladda upp en bild av detta fornminne      |
| Lyse 294:1                           | Hällristning                |              | Lyse, Bohuslän      |       | 58.322196, 11.445488 | 10157402940001 | Ladda upp en bild av detta fornminne      |
| Lyse 326:1                           | Hällristning                |              | Lyse, Bohuslän      |       | 58.325685, 11.443357 | 10157403260001 | Ladda upp en bild av detta fornminne      |
| Lyse 327:1                           | Hällristning                |              | Lyse, Bohuslän      |       | 58.322376, 11.446778 | 10157403270001 | Ladda upp en bild av detta fornminne      |
| Lyse 332:1                           | Stensättning                |              | Lyse, Bohuslän      |       | 58.360182, 11.551117 | 10157403320001 | Ladda upp en bild av detta fornminne      |
| Lyse 332:2                           | Stensättning                |              | Lyse, Bohuslän      |       | 58.360106, 11.551198 | 10157403320002 | Ladda upp en bild av detta fornminne      |
| Lyse 333:1                           | Stensättning                |              | Lyse, Bohuslän      |       | 58.360738, 11.552418 | 10157403330001 | Ladda upp en bild av detta fornminne      |
| Lyse 333:2                           | Stensättning                |              | Lyse, Bohuslän      |       | 58.360682, 11.552653 | 10157403330002 | Ladda upp en bild av detta fornminne      |
| Lyse 343:1                           | Stensättning                |              | Lyse, Bohuslän      |       | 58.301226, 11.381111 | 10157403430001 | Ladda upp en bild av detta fornminne      |
| Lyse 345:1                           | Röse                        |              | Lyse, Bohuslän      |       | 58.295449, 11.380789 | 10157403450001 | Ladda upp en bild av detta fornminne      |
| Lyse 345:2                           | Röse                        |              | Lyse, Bohuslän      |       | 58.295520, 11.380556 | 10157403450002 | Ladda upp en bild av detta fornminne      |
| Lyse 372:2                           | Husgrund, historisk tid     |              | Lyse, Bohuslän      |       | 58.320990, 11.386462 | 10157403720002 | Ladda upp en bild av detta fornminne      |
| Lyse 382:1                           | Hög                         |              | Lyse, Bohuslän      |       | 58.352151, 11.556853 | 10157403820001 | Ladda upp en bild av detta fornminne      |
| Lyse 382:2                           | Stensättning                |              | Lyse, Bohuslän      |       | 58.352110, 11.556946 | 10157403820002 | Ladda upp en bild av detta fornminne      |
| Lyse 408:1                           | Röse                        |              | Lyse, Bohuslän      |       | 58.326631, 11.463784 | 10157404080001 | Ladda upp en bild av detta fornminne      |
| Lyse 412:1                           | Stensättning                |              | Lyse, Bohuslän      |       | 58.342478, 11.464785 | 10157404120001 | Ladda upp en bild av detta fornminne      |
| Lyse 424:1                           | Stensättning                |              | Lyse, Bohuslän      |       | 58.329736, 11.462417 | 10157404240001 | Ladda upp en bild av detta fornminne      |
| Lyse 424:2                           | Stensättning                |              | Lyse, Bohuslän      |       | 58.329613, 11.462246 | 10157404240002 | Ladda upp en bild av detta fornminne      |
| Lyse 424:3                           | Stensättning                |              | Lyse, Bohuslän      |       | 58.329395, 11.462190 | 10157404240003 | Ladda upp en bild av detta fornminne      |
| Lyse 426:1                           | Stensättning                |              | Lyse, Bohuslän      |       | 58.343719, 11.554914 | 10157404260001 | Ladda upp en bild av detta fornminne      |
| Lyse 426:2                           | Stensättning                |              | Lyse, Bohuslän      |       | 58.343694, 11.554740 | 10157404260002 | Ladda upp en bild av detta fornminne      |
| Lyse 429:1                           | Stensättning                |              | Lyse, Bohuslän      |       | 58.339727, 11.500945 | 10157404290001 | Ladda upp en bild av detta fornminne      |
| Lyse 436:1                           | Stensättning                |              | Lyse, Bohuslän      |       | 58.311901, 11.503728 | 10157404360001 | Ladda upp en bild av detta fornminne      |
| Lyse 439:1                           | Röse                        |              | Lyse, Bohuslän      |       | 58.297651, 11.442034 | 10157404390001 | Ladda upp en bild av detta fornminne      |
| Lyse 465:1                           | Röse                        |              | Lyse, Bohuslän      |       | 58.332373, 11.514396 | 10157404650001 | Ladda upp en bild av detta fornminne      |
| Lyse 468:1                           | Stensättning                |              | Lyse, Bohuslän      |       | 58.326809, 11.515870 | 10157404680001 | Ladda upp en bild av detta fornminne      |
| Lyse 532:1                           | Röse                        |              | Lyse, Bohuslän      |       | 58.354130, 11.549282 | 10157405320001 | Ladda upp en bild av detta fornminne      |
| Lyse 609:1                           | Hällristning                |              | Lyse, Bohuslän      |       | 58.341944, 11.497173 | 10157406090001 | Ladda upp en bild av detta fornminne      |
| Lyse 610:1                           | Hällristning                |              | Lyse, Bohuslän      |       | 58.329163, 11.454940 | 10157406100001 | Ladda upp en bild av detta fornminne      |
| Lyse 611:1                           | Hällristning                |              | Lyse, Bohuslän      |       | 58.333959, 11.450454 | 10157406110001 | Ladda upp en bild av detta fornminne      |
| Lyse 613:1                           | Hällristning                |              | Lyse, Bohuslän      |       | 58.323101, 11.442836 | 10157406130001 | Ladda upp en bild av detta fornminne      |
| Lyse 614:1                           | Hällristning                |              | Lyse, Bohuslän      |       | 58.323672, 11.453911 | 10157406140001 | Ladda upp en bild av detta fornminne      |
| Lyse 614:2                           | Hällristning                |              | Lyse, Bohuslän      |       | 58.323604, 11.453696 | 10157406140002 | Ladda upp en bild av detta fornminne      |
| Lyse 615:2                           | Hällristning                |              | Lyse, Bohuslän      |       | 58.324177, 11.452988 | 10157406150002 | Ladda upp en bild av detta fornminne      |
| Lyse 615:3                           | Hällristning                |              | Lyse, Bohuslän      |       | 58.324287, 11.453095 | 10157406150003 | Ladda upp en bild av detta fornminne      |
| Lyse 615:4                           | Hällristning                |              | Lyse, Bohuslän      |       | 58.324287, 11.453095 | 10157406150004 | Ladda upp en bild av detta fornminne      |
| Lyse 617:1                           | Hällristning                |              | Lyse, Bohuslän      |       | 58.350596, 11.516919 | 10157406170001 | Ladda upp en bild av detta fornminne      |
| Lyse 617:2                           | Hällristning                |              | Lyse, Bohuslän      |       | 58.350596, 11.516919 | 10157406170002 | Ladda upp en bild av detta fornminne      |
| Lyse 617:3                           | Hällristning                |              | Lyse, Bohuslän      |       | 58.350596, 11.516919 | 10157406170003 | Ladda upp en bild av detta fornminne      |
| Lyse 618:1                           | Hällristning                |              | Lyse, Bohuslän      |       | 58.349637, 11.514473 | 10157406180001 | Ladda upp en bild av detta fornminne      |
| Lyse 619:1                           | Hällristning                |              | Lyse, Bohuslän      |       | 58.346139, 11.508362 | 10157406190001 | Ladda upp en bild av detta fornminne      |
| Lyse 620:1                           | Hällristning                |              | Lyse, Bohuslän      |       | 58.354740, 11.504229 | 10157406200001 | Ladda upp en bild av detta fornminne      |
| Lyse 621:1                           | Hällristning                |              | Lyse, Bohuslän      |       | 58.354892, 11.505231 | 10157406210001 | Ladda upp en bild av detta fornminne      |
| Lyse 642                             | Stensättning                |              | Lyse, Bohuslän      |       | 58.342774, 11.438248 | 12000000059460 | Ladda upp en bild av detta fornminne      |
| Lyse 657                             | Hällristning                |              | Lyse, Bohuslän      |       | 58.327225, 11.454360 | 12000000080116 | Ladda upp en bild av detta fornminne      |
| Lyse 658                             | Hällristning                |              | Lyse, Bohuslän      |       | 58.326928, 11.454346 | 12000000080120 | Ladda upp en bild av detta fornminne      |
| Lyse 659                             | Hällristning                |              | Lyse, Bohuslän      |       | 58.326589, 11.454439 | 12000000080124 | Ladda upp en bild av detta fornminne      |
| Lyse 660                             | Hällristning                |              | Lyse, Bohuslän      |       | 58.325157, 11.443029 | 12000000080127 | Ladda upp en bild av detta fornminne      |
| Lyse 661                             | Hällristning                |              | Lyse, Bohuslän      |       | 58.343725, 11.446583 | 12000000080132 | Ladda upp en bild av detta fornminne      |
| Lyse 662                             | Hällristning                |              | Lyse, Bohuslän      |       | 58.329176, 11.454906 | 12000000080134 | Ladda upp en bild av detta fornminne      |
| Lyse 663                             | Hällristning                |              | Lyse, Bohuslän      |       | 58.327040, 11.457630 | 12000000081550 | Ladda upp en bild av detta fornminne      |
| Lyse 664                             | Hällristning                |              | Lyse, Bohuslän      |       | 58.327038, 11.457852 | 12000000081555 | Ladda upp en bild av detta fornminne      |
| Lyse 671                             | Hällristning                |              | Lyse, Bohuslän      |       | 58.356363, 11.519182 | 12000000118177 | Ladda upp en bild av detta fornminne      |
| Lyse 672                             | Hällristning                |              | Lyse, Bohuslän      |       | 58.356058, 11.513927 | 12000000118182 | Ladda upp en bild av detta fornminne      |
| Lyse 673                             | Hällristning                |              | Lyse, Bohuslän      |       | 58.356437, 11.517943 | 12000000118186 | Ladda upp en bild av detta fornminne      |
| Lyse 674                             | Hällristning                |              | Lyse, Bohuslän      |       | 58.355176, 11.515519 | 12000000118188 | Ladda upp en bild av detta fornminne      |
| Lyse 675                             | Hällristning                |              | Lyse, Bohuslän      |       | 58.354737, 11.514930 | 12000000118190 | Ladda upp en bild av detta fornminne      |
| Lyse 676                             | Hällristning                |              | Lyse, Bohuslän      |       | 58.354592, 11.518501 | 12000000118194 | Ladda upp en bild av detta fornminne      |

## Lysekil
| Namn                        | Lämningstyp | Tillkomsttid | Historisk indelning | Plats | Läge                 | ID-nr          | Bild                                      |
| --------------------------- | ----------- | ------------ | ------------------- | ----- | -------------------- | -------------- | ----------------------------------------- |
| Lysekil 1:1                 | Fiskeläge   |              | Lysekil, Bohuslän   |       | 58.280237, 11.413512 | 10157500010001 | Ladda upp en till bild av detta fornminne |
| Valbodals rös (Lysekil 4:1) | Röse        |              | Lysekil, Bohuslän   |       | 58.285367, 11.438302 | 10157500040001 | Ladda upp en till bild av detta fornminne |
| Lysekil 5:1                 | Röse        |              | Lysekil, Bohuslän   |       | 58.271735, 11.432413 | 10157500050001 | Ladda upp en bild av detta fornminne      |
| Lysekil 6:1                 | Röse        |              | Lysekil, Bohuslän   |       | 58.270568, 11.434179 | 10157500060001 | Ladda upp en bild av detta fornminne      |
| Lysekil 7:1                 | Röse        |              | Lysekil, Bohuslän   |       | 58.271076, 11.429884 | 10157500070001 | Ladda upp en bild av detta fornminne      |

## Skaftö
| Namn                       | Lämningstyp      | Tillkomsttid | Historisk indelning | Plats | Läge                 | ID-nr          | Bild                                 |
| -------------------------- | ---------------- | ------------ | ------------------- | ----- | -------------------- | -------------- | ------------------------------------ |
| Skaftö 1:1                 | Röse             |              | Skaftö, Bohuslän    |       | 58.204726, 11.449354 | 10159400010001 | Ladda upp en bild av detta fornminne |
| Åse kyrkogård (Skaftö 9:1) | Begravningsplats |              | Skaftö, Bohuslän    |       | 58.229312, 11.435081 | 10159400090001 | Ladda upp en bild av detta fornminne |
| Skaftö 43:1                | Röse             |              | Skaftö, Bohuslän    |       | 58.220142, 11.401320 | 10159400430001 | Ladda upp en bild av detta fornminne |
| Skaftö 44:1                | Röse             |              | Skaftö, Bohuslän    |       | 58.188695, 11.426273 | 10159400440001 | Ladda upp en bild av detta fornminne |
| Skaftö 62:1                | Röse             |              | Skaftö, Bohuslän    |       | 58.206561, 11.458351 | 10159400620001 | Ladda upp en bild av detta fornminne |
| Skaftö 70:1                | Röse             |              | Skaftö, Bohuslän    |       | 58.209340, 11.472246 | 10159400700001 | Ladda upp en bild av detta fornminne |
| Skaftö 72:1                | Röse             |              | Skaftö, Bohuslän    |       | 58.232766, 11.482658 | 10159400720001 | Ladda upp en bild av detta fornminne |
| Skaftö 86:1                | Röse             |              | Skaftö, Bohuslän    |       | 58.245421, 11.490365 | 10159400860001 | Ladda upp en bild av detta fornminne |
| Skaftö 87:1                | Röse             |              | Skaftö, Bohuslän    |       | 58.232409, 11.477096 | 10159400870001 | Ladda upp en bild av detta fornminne |
| Skaftö 95:1                | Röse             |              | Skaftö, Bohuslän    |       | 58.235620, 11.401985 | 10159400950001 | Ladda upp en bild av detta fornminne |
| Skaftö 96:1                | Stensättning     |              | Skaftö, Bohuslän    |       | 58.239193, 11.390679 | 10159400960001 | Ladda upp en bild av detta fornminne |
| Skaftö 101:1               | Stensättning     |              | Skaftö, Bohuslän    |       | 58.243655, 11.455042 | 10159401010001 | Ladda upp en bild av detta fornminne |
| Skaftö 102:1               | Röse             |              | Skaftö, Bohuslän    |       | 58.200265, 11.435282 | 10159401020001 | Ladda upp en bild av detta fornminne |
| Skaftö 105:1               | Röse             |              | Skaftö, Bohuslän    |       | 58.213858, 11.475694 | 10159401050001 | Ladda upp en bild av detta fornminne |
| Skaftö 110:1               | Stensättning     |              | Skaftö, Bohuslän    |       | 58.214697, 11.475887 | 10159401100001 | Ladda upp en bild av detta fornminne |
| Skaftö 111:1               | Stensättning     |              | Skaftö, Bohuslän    |       | 58.202612, 11.408713 | 10159401110001 | Ladda upp en bild av detta fornminne |
| Skaftö 120:1               | Fiskeläge        |              | Skaftö, Bohuslän    |       | 58.215795, 11.374086 | 10159401200001 | Ladda upp en bild av detta fornminne |
| Skaftö 184:1               | Stensättning     |              | Skaftö, Bohuslän    |       | 58.242000, 11.440296 | 10159401840001 | Ladda upp en bild av detta fornminne |